# Đorđe Milosavljević
Đorđe Milosavljević (serbisch-kyrillisch: Ђорђе Милосављевић; * 6. Mai 1969 in Ivanjica, Jugoslawien) ist ein serbischer Drehbuchautor, Schriftsteller, Dramatiker, Comicautor und Filmregisseur.

## Biografie
Milosavljević maturierte an einem Gymnasium in Kragujevac und absolvierte ein Diplomstudium der Dramaturgie an der Belgrader Universität der Künste. Eine seiner Studienkolleginnen an der Akademie war Biljana Srbljanović.
Der Autor von zahlreichen Drehbüchern, Theaterstücken und Romanen unterrichtet als Dozent an seiner ehemaligen Ausbildungsstätte. Er erhielt unter anderem den Findlingspreis des Cottbuser Filmfestivals (2000) und den Prix FIPRESCI des Festróia Filmfestivals (2001) für den Film Mehanizam, den Isidora-Sekulić-Preis für den Roman Đavo i mala gospođa sowie den Preis für das beste Drehbuch (2018) des Serbischen Filmfestivals FEST.

## Bibliografie (Auswahl)
- Đavo i mala gospođa (Der Teufel und die kleine Dame), Roman, Scatto, Belgrad 2008, ISBN 978-86-87649-12-5.
- Jagodići (Die Jagodić Familiensaga), Romantrilogie, Laguna, Belgrad 2012 und 2013, ISBN 978-86-521-1035-3.
- Sentimentalne zavere (Sentimentale Verschwörungen), Roman, Laguna, Belgrad 2016, ISBN 978-86-521-2231-8.
- Ulični psi, (Co-Autorin Ana Lasić) nach dem Film Reservoir Dogs – Wilde Hunde, Premiere am BITEF 1998.
- Instant seksualno vaspitanje, Theaterstück, Premiere am Pozorište mladih Novi Sad, 2005.
- Kontumac ili Berman i Jelena, Theaterstück, Premiere am Knjaževsko-srpski teatar, 2005.
- Đavo i mala gospođa, Premiere am Knjaževsko-srpski teatar, 2011.
- L'Empire de la raison, Comic Trilogie, Glénat, 2005–2007, Cartoonist Tiberiu Beka alias Tibéry

## Filmografie (Auswahl)
- Točkovi, Drehbuch und Regie[4]
- Mehanizam, Regie[5]
- Ringeraja, Drehbuch und Regie[6]
- Dunav (Lotus Film Wien, 2004), Assistenz der Regie bei den Dreharbeiten in Jugoslawien[7]
- Jesen stiže, Dunjo moja, Drehbuch (2004)
- Konji vrani,  Drehbuch (2007)[8]
- Bledi mesec, Drehbuch (2008)[9]
- Neprijatelj (Der Feind), Drehbuch (2011)[10][11]
- Igra u tami, Drehbuch[12]
- Izgrednici, Drehbuch (2017)[13][14]
- Vere i zavere (Fernsehserie 2016)[15]